# Муликов, Андрей Владимирович
Андрей Владимирович Муликов (родился 19 октября 1968 года, Грозный, Чечено-Ингушская АССР, РСФСР) — советский и российский футболист, защитник.

## Карьера
Воспитанник грозненского футбола. Первым профессиональным клубом стал «Машук». В 1989—1990 годах играл за родной «Терек». В 1991—1993 годах выступал за кисловодский «Асмарал». В 1994 году перешёл в московский «Асмарал», игравший на тот момент в высшей лиге. 21 июня того же года в матче против московского «Локомотива» дебютировал в чемпионате России. В «Асмарале» являлся игроком основного состава. В 1994 году перешёл в состав московского «Динамо», но не сыграв за основной состав ни одного матча, перешёл в московский «Локомотив». В составе «железнодорожников» провёл 2 матча, в которых сыграл 32 минуты. В 1994 году помог команде завоевать бронзовые медали чемпионата. В 1995 году перебрался в новороссийский «Черноморец», в составе которого сыграл 22 матча в высшей лиге. В 1996 году играл за «Уралан». С 1997 года по 2006 год, с коротким перерывом, играл за ставропольское «Динамо».